# Laurie Lee
Laurence Edward Alan «Laurie» Lee, MBE (Stroud, Gloucestershire, 26 de juny de 1914 - 13 de maig de 1997) va ser un poeta, novel·lista i escriptor britànic.
El seu més famós treball va ser una autobiografia publicada com a trilogia: Cider with Rosie (1959), As I Walked Out One Midsummer Morning (1969) i A Moment of War (1991). Mentre que el primer volum relata la seva infància a la idíl·lica vall de Slad, el segon recorre la seva estada a Londres i a Espanya el 1934, mentre que el tercer explica el seu retorn del seu segon viatge a Espanya, on combatia amb les Brigades Internacionals en la Guerra Civil.
La seva experiència en la guerra espanyola ha estat qüestionada per alguns autors, dient que va ser una fantasia del propi Lee.
Després de dedicar-se a escriure de forma intensa fins a 1951, va començar a treballar com a periodista i guionista. Abans, durant la Segona Guerra Mundial, havia realitzat alguns documentals.
La seva major passió va ser sempre la poesia, encara que mai va arribar a destacar per ella. També va escriure relats breus, llibres de viatges, assajos i obres per a ràdio.